# Ley de Violencia contra la Mujer (Estados Unidos)
La Ley de Violencia contra la Mujer de 1994 (VAWA) es una ley federal de los Estados Unidos (Título IV de la Ley de Control de Delitos Violentos y Cumplimiento de la Ley) firmada por el presidente Bill Clinton el 13 de septiembre de 1994. La Ley proporcionó $1.6 mil millones para la investigación y el enjuiciamiento de delitos violentos contra las mujeres, impuso la restitución automática y obligatoria a los condenados y permitió la reparación civil cuando los fiscales optaron por no procesar los casos. La Ley también estableció la Oficina de Violencia contra la Mujer dentro del Departamento de Justicia.
El proyecto de ley fue presentado por el representante Jack Brooks, representante demócrata del Estado de Texas, en 1994 y obtuvo el apoyo de una amplia coalición de grupos defensores. La ley fue aprobada por ambas cámaras del Congreso con apoyo bipartidista en 1994, aunque al año siguiente los republicanos de la Cámara intentaron recortar la financiación de la ley. En el caso de la Corte Suprema de 2000 Estados Unidos v. Morrison, un tribunal muy dividido anuló la disposición de VAWA que otorgaba a las mujeres el derecho de demandar al acusado en un tribunal federal. Por una mayoría de 5 a 4, el Tribunal anuló la disposición por exceder los poderes del gobierno federal en virtud de la Cláusula de Comercio.
VAWA fue reautorizada por mayorías bipartidistas en el Congreso en 2000 y nuevamente en diciembre de 2005. Los republicanos conservadores se opusieron a la renovación de la Ley en 2012, quienes se opusieron a extender las protecciones de la Ley a las parejas del mismo sexo y a las disposiciones que permitían a inmigrantes indocumentados maltratados reclamar visas temporales, pero fue reautorizada en 2013, después de una larga batalla legislativa. Como resultado del cierre del gobierno federal de los Estados Unidos de 2018-2019, la Ley de violencia contra la mujer expiró el 21 de diciembre de 2018. Se restableció temporalmente a través de un proyecto de ley de gastos a corto plazo el 25 de enero de 2019, pero expiró nuevamente el 15 de febrero de 2019. La Cámara de Representantes aprobó un proyecto de ley que reautoriza VAWA en abril de 2019 que incluye nuevas disposiciones que protegen a las víctimas transgénero y prohíben que las personas condenadas por abuso doméstico compren armas de fuego. En un intento por llegar a un acuerdo bipartidista, los senadores Joni Ernst y Dianne Feinstein lideraron meses de conversaciones de negociación que se detuvieron en noviembre de 2019. A raíz de esto, la senadora Joni Ernst dijo que planeaba presentar una nueva versión del proyecto de ley, esperando que se apruebe en el Senado de los Estados Unidos.
El Foro de Mujeres Independientes instó al Congreso a incluir disposiciones que mejoren las penas por la mutilación genital femenina y la financiación para combatir ésta. Según los Centros para el Control y la Prevención de Enfermedades, aproximadamente 513 000 mujeres y niñas en los EE. UU. corren el riesgo de sufrir la mutilación genital femenina o ya han sido objeto de dicho abuso. Sin embargo, la versión de la Cámara de VAWA, actualmente no incluye sanciones federales adicionales por mutilación genital femenina (FGM).
La Ley de Violencia contra la Mujer fue reautorizada el 15 de marzo de 2022 por el presidente Joe Biden.

## Antecedentes
La Conferencia Mundial de Derechos Humanos, celebrada en Viena en 1993, y la Declaración sobre la Eliminación de la Violencia contra la Mujer del mismo año, concluyeron que la sociedad civil y los gobiernos han reconocido que la violencia doméstica es una política de salud pública y una inquietud en relación con los derechos humanos. En Estados Unidos, según la Encuesta Nacional de Violencia Sexual de Pareja Íntima de 2010, 1 de cada 6 mujeres sufrió algún tipo de violencia sexual inducida por su pareja íntima a lo largo de su vida.
La Ley de Violencia contra la Mujer fue desarrollada y aprobada como resultado de amplios esfuerzos de base a finales de los 80 y principios de los 90. Los defensores del movimiento de mujeres maltratadas incluyeron defensores de agresiones sexuales, personas de servicios para víctimas, agencias de aplicación de la ley, oficinas de fiscales, tribunales y bares privados. Instaron al Congreso a adoptar una legislación significativa para abordar la violencia doméstica y sexual.[cita requerida] Uno de los mayores éxitos de VAWA es su énfasis en una respuesta comunitaria coordinada a la violencia doméstica, la violencia sexual en las citas, la agresión sexual y el acecho; los tribunales, las fuerzas del orden público, los fiscales, los servicios para las víctimas y el colegio de abogados privado actualmente trabajan juntos en un esfuerzo coordinado que no existía antes a nivel estatal y local.[cita requerida] VAWA también apoya el trabajo de las organizaciones comunitarias que se dedican a trabajar para poner fin a la violencia doméstica, la violencia en el noviazgo, la agresión sexual y el acecho; particularmente aquellos grupos que brindan servicios cultural y lingüísticamente específicos. Además, VAWA brinda apoyo específico para el trabajo con tribus y organizaciones tribales para poner fin a la violencia doméstica, la violencia en el noviazgo, la agresión sexual y el acoso contra las mujeres nativas americanas.
Muchos programas de subvenciones autorizados en VAWA han sido financiados por el Congreso de los Estados Unidos. Los siguientes programas de subvenciones, que se administran principalmente a través de la Oficina de Violencia contra la Mujer del Departamento de Justicia de los EE. UU., han recibido asignaciones del Congreso:
- Subvenciones STOP (subvenciones de fórmula estatal)
- Subsidios de vivienda de transición
- Subvenciones para Fomentar el Arresto y Hacer Cumplir las Órdenes de Protección
- Subsidios para la capacitación y mejora de los tribunales
- Investigación sobre la violencia contra las mujeres nativas americanas
- Registro Nacional Tribal de Delincuentes Sexuales
- Base de datos de reducción de acosadores
- Asistentes Federales para Víctimas
- Programa de servicios de agresión sexual
- Servicios para Víctimas Rurales
- Asistencia Legal Civil para Víctimas
- Programa de Subsidios por Abuso de Ancianos
- Protecciones y servicios para víctimas discapacitadas
- Combatiendo el abuso en la vivienda pública
- Centro Nacional de Recursos sobre Respuestas en el Lugar de Trabajo
- Subvenciones para la violencia en los campus universitarios
- Proyecto de refugios seguros
- Involucrando a hombres y jóvenes en la prevención

## Debate y situación jurídica
La Unión Estadounidense por las Libertades Civiles (ACLU, por sus siglas en inglés) había expresado originalmente su preocupación por la ley, diciendo que el aumento de las penas era precipitado, que el aumento de la detención preventiva era "repugnante" a la Constitución de los Estados Unidos, que era una infracción del derecho de un ciudadano a la privacidad, y que el edicto para el pago automático de la restitución total no fue juicioso. Sin embargo, en 2005, la ACLU apoyó con entusiasmo la reautorización de VAWA con la condición de que se elimine la "disposición inconstitucional sobre el ADN". Esa disposición habría permitido a las fuerzas del orden tomar muestras de ADN de los detenidos o incluso de aquellos que simplemente habían sido detenidos por la policía sin el permiso de un tribunal.
La ACLU, en su 'Carta al Comité Judicial del Senado sobre la Ley de Violencia contra la Mujer del 27 de julio de 2005, declaró que "VAWA es una de las leyes más eficaces promulgadas para poner fin a la violencia doméstica, la violencia en el noviazgo, agresión sexual y acoso. Ha mejorado drásticamente la respuesta de las fuerzas del orden a la violencia contra la mujer y ha brindado los servicios críticos necesarios para apoyar a las mujeres en su lucha por superar las situaciones de abuso".
Algunos activistas se opusieron al proyecto de ley. Janice Shaw Crouse, miembro sénior del instituto conservador y evangelista Concerned Women for America, llamó a la Ley un "despilfarro" que "termina creando un clima de sospecha donde todos los hombres son temidos o vistos como violentos y todas las mujeres son vistas como víctimas", describió la Ley en 2012 como la creación de un "clima de acusaciones falsas, juicios apresurados y agendas ocultas" y la criticó por no abordar los factores identificados por los Centros para el Control y la Prevención de Enfermedades que conducen a un comportamiento violento y abusivo. La activista conservadora Phyllis Schlafly denunció que VAWA es una herramienta para "llenar las arcas feministas" y argumentó que la Ley promueve "el divorcio, la ruptura del matrimonio y el odio a los hombres".
En 2000, la Corte Suprema de los Estados Unidos declaró inconstitucional parte de VAWA por motivos de federalismo en Estados Unidos v. Morrison. Esa decisión invalidó solo la disposición de recurso civil de VAWA. Las disposiciones que proporcionan financiación del programa no se vieron afectadas. 
En 2005, la reautorización de VAWA definió qué población se beneficiaba bajo el término "Poblaciones desatendidas" descritas como "Poblaciones desatendidas debido a su ubicación geográfica, poblaciones raciales y étnicas desatendidas, poblaciones desatendidas debido a necesidades especiales (como barreras del idioma, discapacidades, estado de extranjería o edad) y cualquier otra población que el Fiscal General o el Secretario de Salud y Servicios Humanos determinen que está desatendida, según corresponda". La reautorización también "modifica la Ley Ómnibus de Control del Crimen y Calles Seguras de 1968" para "prohibir a los funcionarios exigir a las víctimas de delitos sexuales que se sometan a un examen de polígrafo como condición para proceder con una investigación o enjuiciamiento de un delito sexual".
En 2011, la ley expiró. En 2012, la ley estaba pendiente de reautorización en el Congreso. Se aprobaron diferentes versiones de la legislación según líneas partidarias en el Senado y la Cámara, con la versión de la Cámara patrocinada por los republicanos que favorece la reducción de los servicios a inmigrantes indocumentados y personas LGBT. Otra área de discordia fue la disposición de la ley que otorga a las autoridades tribales nativas americanas jurisdicción sobre los delitos sexuales que involucran a no nativos americanos en tierras tribales. Al derogar una parte del caso Oliphant v. Suquamish, tal disposición podría alterar el equilibrio constitucional entre el poder federal, estatal y tribal. Históricamente, el Congreso no ha permitido que los gobiernos tribales ejerzan jurisdicción penal sobre miembros no tribales. Los dos proyectos de ley estaban pendientes de conciliación, y un proyecto de ley final no llegó al escritorio del presidente antes de fin de año, lo que puso fin temporalmente a la cobertura de la Ley después de 18 años.

## Batalla legislativa y reautorización 2012-13

Votación del Senado sobre la Ley de reautorización de la violencia contra las mujeres de 2013.
ambos sí
ambos no
un sí y un no

Cuando se presentó un proyecto de ley que reautorizaba la ley en 2012, los republicanos conservadores se opusieron a extender las protecciones de la ley a las parejas del mismo sexo y a las disposiciones que permitían a los extranjeros maltratados que residían ilegalmente en el país reclamar visas temporales. La visas temporales están restringidas a 10,000 solicitantes anualmente, mientras que el número de solicitantes supera con creces estos 10,000 para cada año fiscal. Para ser consideradas para la visa temporal, uno de los requisitos para las mujeres inmigrantes es que deben cooperar en la detención del abusador. Los estudios muestran que del 30 al 50% de las mujeres inmigrantes sufren violencia física y el 62% experimentan abuso físico o psicológico en contraste con solo el 21% de los ciudadanos en los Estados Unidos.
En abril de 2012, el Senado votó para reautorizar la Ley de Violencia contra la Mujer y, posteriormente, la Cámara aprobó su propia medida (omitiendo las disposiciones del proyecto de ley del Senado que protegerían a los homosexuales, los nativos americanos que viven en reservas y los inmigrantes que son víctimas de violencia doméstica). La conciliación de los dos proyectos de ley se vio obstaculizada por medidas de procedimiento, lo que dejó en duda la reautorización. La reautorización de VAWA del Senado en 2012 no se sometió a votación en la Cámara.
En 2013, la cuestión de la jurisdicción sobre los delitos en el país de los nativos americanos siguió siendo objeto de debate sobre la cuestión de si los acusados que no son miembros de la tribu serían tratados de manera justa por los tribunales tribales o si se les otorgarían garantías constitucionales.
El 12 de febrero de 2013, el Senado aprobó una prórroga de la Ley de violencia contra la mujer con una votación de 78 a 22. La medida fue a la Cámara de Representantes, donde se esperaba que la jurisdicción de los tribunales tribales y la inclusión de parejas del mismo sexo estuvieran en juego. Las posibles soluciones propuestas fueron permitir la deportación o la apelación ante tribunales federales por parte de acusados no pertenecientes a tribus. El Senado había agregado la Ley de Protección de Víctimas de la Trata, que es otra manzana de la discordia debido a una cláusula que exige la prestación de servicios de salud reproductiva a las víctimas de la trata sexual.

Votación en la Cámara sobre la Ley de Reautorización de la Violencia contra las Mujeres de 2013.
Demócrata sí
Republicano sí
abstención o ausencia
Republicano no

El 28 de febrero de 2013, en una votación de 286 a 138, la Cámara aprobó la versión integral del proyecto de ley del Senado. Anteriormente, los republicanos de la Cámara esperaban aprobar su propia versión de la medida, una que debilitara sustancialmente las protecciones del proyecto de ley para ciertas categorías. La versión simplificada, que solo permitía una protección limitada para LGBT y nativos americanos, fue rechazada 257 a 166. La ley renovada amplió las protecciones federales a personas homosexuales, lesbianas y transgénero, nativos americanos e inmigrantes.
El 7 de marzo de 2013, el presidente Barack Obama firmó la Ley de reautorización de la violencia contra las mujeres de 2013.

## Después del paso
Un total de 138 republicanos de la Cámara votaron en contra de la versión de la ley que se convirtió en ley. Sin embargo, varios, incluidos Steve King, Bill Johnson, Tim Walberg, Vicky Hartzler, Keith Rothfus y Tim Murphy, afirmaron haber votado a favor de la ley. Algunos han calificado esta afirmación como falsa porque el grupo solo votó a favor de una versión alternativa propuesta por el Partido Republicano del proyecto de ley que no contenía disposiciones destinadas a proteger a los homosexuales, lesbianas y personas transgénero, nativos americanos e inmigrantes indocumentados.

### Reautorizaciones
VAWA fue reautorizada por mayorías bipartidistas en el Congreso en 2000 como parte de la Ley de Protección de Víctimas de Tráfico y Violencia de 2000 y nuevamente en diciembre de 2005, y firmada por el presidente George W. Bush .  Los republicanos conservadores se opusieron a la renovación de la Ley en 2012, quienes objetaron extender las protecciones de la Ley a las parejas del mismo sexo y las disposiciones que permiten a inmigrantes indocumentados maltratados reclamar visas temporales. Finalmente, VAWA fue reautorizada nuevamente en 2013, después de una larga batalla legislativa a lo largo de 2012–2013.
El 12 de septiembre de 2013, en un evento que marcó el 19 aniversario del proyecto de ley, el vicepresidente Joe Biden criticó a los republicanos que retrasaron la aprobación de la reautorización de la ley por ser "este tipo de multitud de neandertales".
Como resultado del cierre del gobierno federal de los Estados Unidos de 2018-2019, la Ley de violencia contra la mujer expiró el 21 de diciembre de 2018. Fue reautorizado temporalmente por un proyecto de ley de gastos a corto plazo el 25 de enero de 2019, pero expiró nuevamente el 15 de febrero de 2019.
El 4 de abril de 2019, la ley de reautorización fue aprobada en la Cámara con una votación de 263 a 158. A todos los demócratas que votaron se unieron 33 republicanos que votaron a favor de la aprobación. La representante de Nueva York, Elise Stefanik, dijo que los demócratas "... se han negado a trabajar con los republicanos de manera significativa", y agregó que "el proyecto de ley de la Cámara no hará más que 'recolectar polvo' en el Senado controlado por el Partido Republicano. De hecho, el proyecto de ley ha sido ignorado por el Senado".
El 9 de diciembre de 2019, luego del asesinato con arma de fuego de un oficial de policía de Houston en servicio por parte de un novio que había abusado de su novia, el jefe de policía de Houston Art Acevedo, criticó a los senadores Mitch McConnell, Ted Cruz  y John Cornyn por impedir una votación sobre la reautorización de VAWA. Acevedo dijo: "No quiero escuchar cuánto se preocupan por las vidas y la santidad de las vidas todavía, todos sabemos en las fuerzas del orden público que una de las razones más importantes por las que el Senado y Mitch McConnell y John Cornyn y Ted Cruz y otros no entrar en una sala y tener un comité de conferencia con la Cámara y obtener la Ley de Violencia contra la Mujer (aprobada) es porque a la NRA no le gusta el hecho de que queremos sacar las armas de fuego de las manos de los novios que abusan de sus novias. ¿Y quién mató a nuestro sargento? Un novio abusando de su novia. Entonces, o estás aquí por las mujeres y los niños y nuestras hijas y nuestras hermanas y nuestras tías, o estás aquí por la NRA".
En una entrevista de seguimiento con CNN, Acevedo dijo que su crítica a los senadores Cruz, Cornyn y McConnell no era política, porque "la muerte no es política, ya ves, la muerte es definitiva". Retó al Senador Cruz a responder directamente si apoya cerrar la laguna jurídica del novio, y dijo que si no se soluciona esto, los Senadores estarán "en el lado equivocado de la historia". El senador Cornyn dijo que Acevedo se "equivocó" al invocar la VAWA.
El 15 de marzo de 2022, el presidente Joe Biden firmó la reautorización de VAWA como parte de la Ley de Asignaciones Consolidadas de 2022 que contiene la Ley de Reautorización de la Ley de Violencia contra las Mujeres de 2022. La ley de reautorización no incluye disposiciones para cerrar la laguna jurídica del novio.

## Programas y servicios
Las leyes de violencia contra la mujer proporcionaron programas y servicios, que incluyen:
- Ley federal de protección contra violaciones
- Programas comunitarios de prevención de la violencia
- Protecciones para víctimas que son desalojadas de sus hogares debido a eventos relacionados con violencia doméstica o acoso
- Financiamiento para servicios de asistencia a víctimas, como centros de crisis por violación y líneas directas
- Programas para satisfacer las necesidades de mujeres inmigrantes y mujeres de diferentes razas o etnias
- Programas y servicios para víctimas con discapacidades
- Asistencia legal para sobrevivientes de violencia doméstica

## Órdenes de restricción

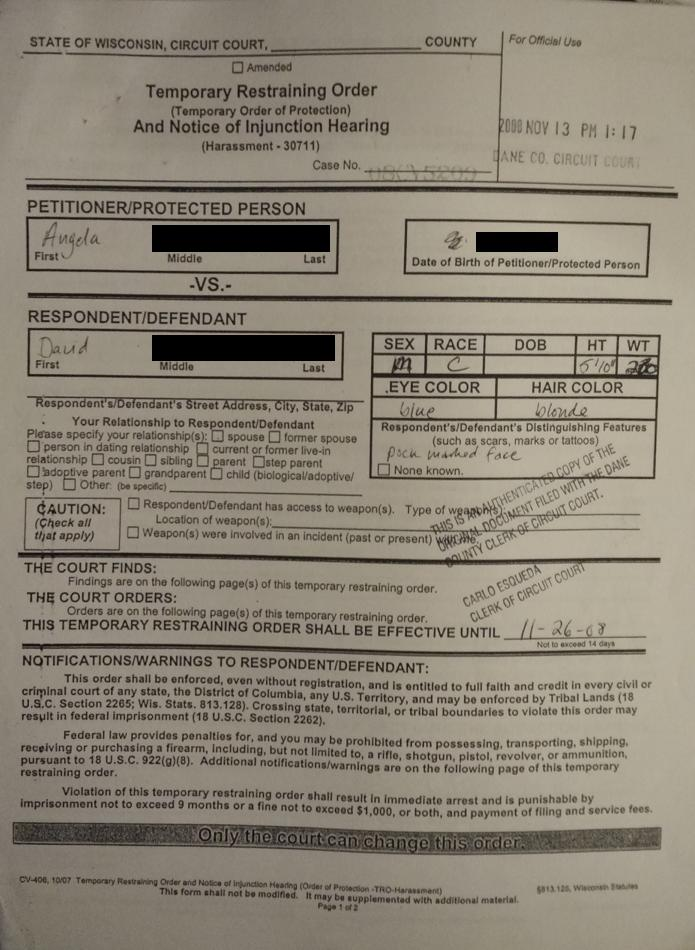
Orden de restricción otorgada a una mujer de Wisconsin contra su abusador, señalando la aplicabilidad nacional de la orden bajo Plena Fe y Crédito.

Cuando una víctima es el beneficiario de una orden de protección, según VAWA, generalmente se puede hacer cumplir en todo el país bajo los términos de plena fe y crédito. Si bien la orden puede otorgarse solo en un estado específico, la plena fe y el crédito requieren que se haga cumplir en otros estados como si la orden se hubiera otorgado en sus estados.

## Personas que están cubiertas por las disposiciones de inmigración de VAWA
VAWA permite la posibilidad de que ciertas personas –que de otro modo no serían elegibles para los beneficios de inmigración– puedan solicitar la residencia permanente de los EE. UU. por una relación cercana con un ciudadano de los EE. UU. o un residente permanente que ha estado abusando de ellos. Las siguientes personas son elegibles para beneficiarse de las disposiciones de inmigración de VAWA:
- Una esposa o esposo que ha sido abusado por un cónyuge ciudadano estadounidense o residente permanente (titular de la tarjeta verde). La petición también cubrirá a los hijos menores de 21 años del peticionario.
- Un niño abusado por un padre ciudadano estadounidense o residente permanente. La petición puede ser presentada por un niño abusado o por sus padres en nombre del niño.
- Un padre que ha sido abusado por un niño ciudadano estadounidense que tiene al menos 21 años.[45]

## Cobertura de víctimas masculinas
Si bien el título de la Ley y los títulos de sus secciones se refieren a las víctimas de violencia doméstica como mujeres, el texto operativo es neutro en cuanto al género y brinda cobertura también a las víctimas masculinas. Las organizaciones individuales no han tenido éxito en el uso de VAWA para brindar una cobertura equitativa para los hombres. La ley ha sido enmendada dos veces en un intento de abordar esta situación. La reautorización de 2005 agregó una disposición de no exclusividad que aclara que el título no debe interpretarse para prohibir que las víctimas masculinas reciban servicios en virtud de la Ley. La reautorización de 2013 agregó una disposición de no discriminación que prohíbe que las organizaciones que reciben fondos en virtud de la Ley discriminen por motivos de sexo, aunque la ley permite una excepción para "segregación por sexo o programación específica por sexo" cuando se considera que es "necesario para las operaciones esenciales de un programa”. Jan Brown, fundadora y directora ejecutiva de la Línea de ayuda para casos de abuso doméstico para hombres y mujeres, sostiene que la ley puede no ser suficiente para garantizar la igualdad de acceso a los servicios.

## Crítica
El movimiento de abolición de prisiones ha criticado a VAWA por su enfoque en la vigilancia y el encarcelamiento, en particular los requisitos de encarcelamiento obligatorio, y la cantidad desproporcionada de personas de color que han sido arrestadas y encarceladas utilizando las disposiciones de VAWA. 

## Desarrollos relacionados
Los grupos oficiales del gobierno federal que se han desarrollado, establecidos por el presidente Barack Obama, en relación con la Ley de Violencia contra la Mujer incluyen el Consejo de Mujeres y Niñas de la Casa Blanca y el Grupo de Trabajo de la Casa Blanca para Proteger a los Estudiantes de la Agresión Sexual.  Los objetivos finales de ambos grupos son ayudar a mejorar y/o proteger el bienestar y la seguridad de las mujeres y las niñas en los Estados Unidos.